# Strande
Strande es un municipio situado en el distrito de Rendsburg-Eckernförde, en el estado federado de Schleswig-Holstein (Alemania). Tiene una población estimada, a finales de 2019, de 1486 habitantes.
Se encuentra ubicado en el área centro-este del estado, cerca de las ciudades independientes de Schleswig y Kiel, de la costa del mar Báltico y del canal de Kiel.